# Numicia ghesquierei
Numicia ghesquierei är en insektsart som beskrevs av Victor Lallemand 1938. Numicia ghesquierei ingår i släktet Numicia och familjen Tropiduchidae. Inga underarter finns listade i Catalogue of Life.